# Instituto de Estudios Peruanos
El Instituto de Estudios Peruanos (IEP) es un centro de investigación en ciencias sociales caracterizado por el estudio independiente, plural e interdisciplinario sobre el Perú y América Latina. Es considerado como uno de los principales think tank del país según la edición 2021 de la Encuesta del Poder.

## Historia
Fue creado el 7 de febrero de 1964 por un grupo de intelectuales nacionales y extranjeros que quisieron crear en el país un espacio institucional independiente para el estudio del Perú desde las ciencias sociales. Se plantea la necesidad de hacer un diagnóstico general del país que aborda los temas de la sociedad rural, las relaciones de poder y la diversidad étnica, histórica y lingüística. Como parte de esta línea de trabajo, en 1968 se publica el primer volumen de la serie editorial Perú Problema, colección que reunió trabajos innovadores sobre el Perú desde las ciencias sociales peruanas.
Esta serie se complementa con América Problema que incluye artículos referidos a América Latina como región. El reconocimiento de esta proyección internacional llega en 1970, cuando el IEP se convierte en el principal organizador del XXXIX Congreso Internacional de Americanistas, llevado a cabo ese año en Lima.
En 2001 el centro de investigación elaboró el blog Cholonautas a cargo de Roberto Bustamante. El proyecto estuvo en funcionamiento en 2005 con la finalidad de distribuir artículos sobre política bajo el concepto de uso justo. Bustamente renunció la administración del proyecto en 2006.
Para el periodo 2021-2023, la directora general de la institución es Natalia González Carrasco, elegida el 23 de febrero de 2021.

## Fundación
Fue fundado el 7 de febrero de 1964 por un grupo de intelectuales peruanos de la época entre los que se encontraban:
- José María Arguedas
- Jorge Bravo Bresani
- Alberto Escobar
- John Murra
- Augusto Salazar Bondy
- Sebastián Salazar Bondy
- Luis E. Valcárcel
- María Rostworowski
- José Matos Mar[nota 1]